# District de Heping (Shenyang)
Pour les articles homonymes, voir Heping.
Le district de Heping (和平区 ; pinyin : Hépíng Qū) est une subdivision administrative de la province du Liaoning en Chine. Il est placé sous la juridiction de la ville sous-provinciale de Shenyang.